# 蒂基利亞卡區
蒂基利亞卡區（西班牙語：Distrito de Tiquillaca），是秘魯的一個區，位於該國東南部普諾大區的普諾省，面積455.71平方公里，海拔高度3,885米，2005年人口2,019，人口密度每平方公里4.4人。